# Lorenzo Mora
Lorenzo Mora (Carpi, 30 settembre 1998) è un nuotatore italiano.

## Biografia
Si è formato in Scienze della comunicazione presso l'Università degli Studi di Modena e Reggio Emilia.
Ha rappresentato l'Italia ai Campionati europei di nuoto in vasca corta di Netanya 2015 dove ha ottenuto il decimo posto nei 200 metri dorso ed il diciannovesimo nei 100 metri dorso. Ai Giochi europei di Baku 2019 si è piazzato dodicesimo nei 50 metri dorso.
Nel 2017 agli europei in vasca corta di Copenaghen ha concluso dodicesimo nei 200 metri dorso e quattordicesimo nei 100 metri dorso.
Nel 2019 al trofeo Nico Sapio di Genova ha stabilito il nuovo primato italiano nella specialità dei 200 metri dorso in vasca corta in 1'50"45, migliorando il record realizzato da Simone Sabbioni agli europei in vasca corta di Netanya 2015 fissato in 1'50"75, che gli fece vincere la medaglia di bronzo continentale.
Agli europei in vasca corta di Kazan 2021 ha vinto l'oro nella 4x50m misti e l'argento nei 200m dorso, mentre ai mondiali in vasca corta di Abu Dhabi dello stesso anno ha ottenuto l'argento nei 50 metri dorso, a pari merito con il tedesco Christian Diener, e due bronzi nelle staffette 4x50 metri misti e 4x50 metri misti mista.
Negli anni successivi continua a mettersi in evidenza come specialista della vasca corta, vincendo ben cinque medaglie ai mondiali di Melbourne (un oro, due argenti e due bronzi), altre cinque ai successivi europei di Otopeni (tre ori - compreso il suo primo individuale, nei 200 metri dorso - e due bronzi) e due ai mondiali del 2024 a Budapest (un argento nei 200 metri dorso ed un bronzo nella staffetta 4x100 metri misti).

## Palmarès
- Mondiali in vasca corta

Abu Dhabi 2021: oro nella 4x100m mista, argento nei 50m dorso, bronzo nella 4x50m misti mista e nella 4x50m misti.
Melbourne 2022: oro nella 4x50m misti, argento nei 100m dorso e nella 4x50m misti mista, bronzo nei 200m dorso e nella 4x100m misti.
Budapest 2024: argento nei 200m dorso, bronzo nella 4x100m misti.
- Europei in vasca corta

Kazan 2021: oro nella 4x50m misti, argento nei 200m dorso.
Otopeni 2023: oro nei 200m dorso, nella 4x50m misti e nella 4x50m misti mista, bronzo nei 50m dorso e nei 100m dorso.
- Giochi del Mediterraneo

Orano 2022: oro nei 200m dorso e nella 4x100m mista, argento nei 100m dorso e bronzo nei 50m dorso.

### Campionati italiani
13 titoli individuali:
- 4 nei 50 m dorso
- 3 nei 100 m dorso
- 6 nei 200 m dorso

| Anno | Edizione    | dorso 50 m | dorso 100 m | dorso 200 m |
| ---- | ----------- | ---------- | ----------- | ----------- |
| 2021 | Primaverili | 1          | -           | 1           |
| 2021 | Invernali   | 1          | 1           | 1           |
| 2022 | Primaverili | -          | 3           | 2           |
| 2022 | Estivi      | 2          | 2           | 1           |
| 2022 | Invernali   | 1          | 1           | 1           |
| 2023 | Primaverili | -          | 3           | 2           |
| 2023 | Invernali   | 3          | 3           | 1           |
| 2024 | Primaverili | -          | -           | 3           |
| 2024 | Invernali   | 1          | 1           | 1           |

## Record nazionali

### Seniores
- 100 metri dorso vasca corta: 49"04 ( Melbourne, 14 dicembre 2022)
- 200 metri dorso vasca corta: 1'48"43 ( Otopeni, 10 dicembre 2023)